# L'arca di Noè (film 2007)
(Dio a Noè)
L'arca di Noè è un film d'animazione del 2007 diretto da Juan Pablo Buscarini. 

## Trama
La pellicola si apre con alcuni animali ed esseri umani impersonanti i sette peccati capitali: Superbia (rappresentato da un pavone), Invidia (rappresentata da un serpente), Accidia (rappresentata da un bradipo), Lussuria (rappresentata da un riccio), Gola (rappresentata da una rana), Ira (rappresentata da un babbuino) ed Avarizia (rappresentata da un uomo indigeno). Ciò determina la loro rovina poiché vengono uccisi o catturati e portati al mercato (dove gli animali uccisi vengono venduti ed i sopravvissuti vengono ridotti in schiavitù). Dio assiste all'umanità ed i suoi mali, dicendo al suo angelo assistente Bibbio che distruggerà il mondo. Un incontro con il gentile e devoto Noè, che libera uno schiavo nonostante la sua povertà, lo convince a dare all'umanità un'ultima occasione.
Dio appare a Noè come un fascio di luce dal cielo, dicendogli di costruire una grande arca per la sua famiglia e due esemplari di ogni specie animale per sopravvivere ad un diluvio. Noè lo dice alla sua famiglia, la quale pensa che sia pazzo. Vende la sua casa per uno stormo di colombe per consegnare messaggi a tutti gli animali, ma tutte le colombe, tranne una bianca di nome Essemmesse, falliscono nella missione. La colomba viene salvata dalla gentile leonessa Karalei, segretaria dell'anziano Re Parrucco e della regina Oriana. Karalei consegna il messaggio di Noè a Parrucco, che convoca una riunione di emergenza degli animali. Il figlio viziato di Parrucco, Tanga, riceve metà della lettera strappata da una finestra, mal interpretando il messaggio di Noè come un invito ad una crociera di lusso. Tanga ci resta contrariato quando Karalei gli squalifica ogni sua possibile femmina per la crociera, mentre la tigre maschio Tartaro, insieme ai suoi sgherri, spera di governare il regno animale del mondo post-diluvio.
Noè termina l'arca e gli animali arrivano. Karalei viene inviata per organizzare e supervisionare il viaggio, ma gli erbivori chiedono rassicurazioni sul fatto che i carnivori non li mangeranno una volta a bordo. Tartaro (per non destare sospetti) dichiara di punire qualsiasi atto di violenza durante il viaggio. Inizia a piovere e gli animali si precipitano sull'arca. Tanga incita Karalei a salire a bordo dell'arca dopo che la sua futura compagna è stata schiacciata da un ippopotamo.
Farlok e Arzilla, una coppia di avidi e disonesti mercanti che hanno comprato la casa di Noè, vedono l'arca in lontananza. Nel panico mentre l'acqua sale intorno a loro, vi si arrampicano. Karalei cerca di mantenere l'ordine e convincere Tanga a prendere sul serio i suoi doveri, ma il giovane leone si reca in un club. Si infatua di una conturbante pantera nera soubrette di nome Giobella, parte della banda di carnivori capitanata da Tartaro che intende governare sugli erbivori.
Dopo aver letto la lettera completa, Tanga affronta la situazione e cerca di capire come governare. Si avvicina sempre di più a Karalei, ma è ancora infatuato di Giobella. Sottocoperta con gli animali, Farlok e Arzilla si travestono da una specie fittizia chiamata "saltapicchi" per evitare di essere scoperti. Sotto un mucchio di letame trasportato sul ponte per lo smaltimento, i due e Noè (il quale li stava inseguendo) cadono nelle profondità dell'arca. Il figlio maggiore, Jafet, si offre volontario per salvarlo; Essemmesse, ferito, non può volare. I figli di Noè rompono il timone in un momento di tensione.
Farlok e Arzilla stordiscono Noè e lo abbandonano. Mentre Farlok maltratta gli animali più piccoli, colpisce Tartaro, che gli strappa la metà inferiore del travestimento. Giobella attira Tanga nella sua camera, dove gli scagnozzi di Tartaro usano il travestimento e del succo di pomodoro per incastrare Tanga, accusandolo di omicidio. Tartaro fa rinchiudere Tanga in un ripostiglio, ma gli amici erbivori del leone convincono Karalei della verità.
Noè riprende conoscenza e si prende cura di Essemmesse prima di mandarlo fuori da un oblò per cercare la terraferma. Gli amici di Tanga liberano quest'ultimo, il quale affronta Tartaro, che ha catturato gli altri erbivori. La loro battaglia finisce quando l'arca, alla deriva nell'Artico, colpisce una lastra di ghiaccio.
Gli animali vanno di nuovo nel panico, minacciando di fuggire finché Tanga non li raduna. Noè è tornato dalla sua famiglia sul ponte ed iniziano a riparare il timone. Dio permette a Bibbio di fermare la pioggia. Tanga si rende conto che la pece per le torce della nave scioglierà il ghiaccio e gli animali ne spargono barili sul lastrone. Tanga accende la pece, liberando l'arca. Farlok e Arzilla, credendo che l'arca si sia arenata, cadono sul ghiaccio mentre l'arca parte; fuggono da due orsi polari affamati, che sono rimasti nel loro habitat naturale.
Essemmesse torna all'arca con una foglia d'olivo. Tanga e Karalei si riconciliano mentre gli animali (tra cui Giobella in gabbia e la banda di Tartaro, incastrati in un pannello di muro) festeggiano sul ponte. Dio si gode i festeggiamenti, ma ammonisce Bibbio per aver lasciato acceso l'arcobaleno; durante i crediti, litigano sull'opera letteraria di Dio (la Bibbia) in corso.

## Personaggi

### Protagonisti
- Tanga: è il protagonista del film. È un leone tutto marrone con la criniera nera. Viene accusato ed arrestato ingiustamente da Tartaro di aver ucciso un "saltapicchio" (che in realtà era Farlok travestito che nel costume aveva perso la coda), ma poi venne liberato dai suoi amici. È doppiato in italiano da Tonino Accolla.

- Re Parrucco: è il padre di Tanga, marito di Maama e re di tutti gli animali. Ha un accento napoletano. È doppiato in italiano da Enzo Avolio.

- Maama: è la madre di Tanga, moglie del Re Parrucco e regina di tutti gli animali. È doppiata in italiano da Alina Moradei.

- Karaley: è una leonessa, che diventerà la seconda fidanzata di Tanga alla fine del film. È doppiata in italiano da Domitilla D'Amico.

- Grugno: è un maiale, migliore amico di Tanga. In italiano è doppiato da Luigi Ferraro.

- Noè: è un uomo anziano che ha una moglie e tre figli, i quali hanno tre mogli. È stato lui a costruire l'arca, dove Noè ha fatto salire due animali in coppia ciascuno, un maschio ed una femmina, per salvarli dal Diluvio universale mandato per punizione da Dio. Tiene una colomba bianca come compagno di nome Essemesse. È doppiato da Juan Carlos Mesa nella lingua originale ed in italiano da Rodolfo Bianchi.

- Dio: è rappresentato come un essere umano con la carnagione scura. Il suo assistente e scrivano è l'angelo Bibbio. In lingua originale è doppiato da Enrique Porcellana ed in italiano da Omero Antonutti.

- Bibbio: è un angelo, assistente e scrivano di Dio. In italiano è doppiato da Davide Lepore.
- Divina: è un orango, un amico di Tanga. È doppiato in italiano da Loris Loddi.

- Lala: è un orango, la compagna di Diviba. È doppiata in italiano da Roberto Draghetti.

### Antagonisti
- Tartaro: è l'antagonista principale del film. È una tigre maschio manipolatrice dall'accento calabrese. All'inizio del film, aveva promesso che non mangiava nessun animale erbivoro, ma poi mentì, facendo arrestare ingiustamente Tanga. Il suo desiderio era quello di rubare il trono al leone, ma la tigre venne sconfitta quando Noè sbatté con l'arca in un iceberg nell'Artico  per liberare gli animali che ci vivevano, facendo incastrare la testa della tigre e dei suoi amici (tranne Giobella) in un muro di legno. In italiano è doppiato da Stefano Mondini.

- Pumarò: è un puma maschio dall'accento siciliano. È l'aiutante di Tartaro. Ha l'orecchio destro morsicato. In italiano è doppiato da Pasquale Anselmo.

- Drillo: è un coccodrillo. È un altro aiutante di Tartaro. Ha sempre fame, infatti all'inizio del film voleva mangiarsi Grugno, ma poi Tartaro lo fermò. È cieco nell'occhio sinistro. È doppiato in italiano da Alessandro Rossi.

- Giobella: è una seducente pantera nera, aiutante di Tartaro. Voleva fidanzarsi con Tanga, e per questo Karaley era gelosa di lei. Alla fine del film, viene rinchiusa in una gabbia. Nel film ha cantato "I Will Survive" di Gloria Gaynor. In italiano è doppiata da Monica Ward.

- Farlok: è un mercante di bassa statura e dalla pelle verde che odia Noè. Ha una corpulenta moglie di nome Arzilla. Per salire sull'arca, si traveste con sua moglie da "saltapicchio" e, appena la coppia vede Tartaro ed i suoi amici che stavano elaborando un piano per far arrestare Tanga, dicono di essere un animale immaginario chiamato "saltapicchio". Alla fine del film, Farlok, pensando che il diluvio fosse finito, scende con sua moglie dall'arca, ma i due vengono inseguiti da due orsi polari affamati perché Noè aveva approdato nell'Artico per liberare gli animali che ci vivevano. È doppiato in lingua originale da Jorge Guinzburg ed in italiano da Franco Mannella.

- Arzilla: è la moglie di Farlok, che, come il marito, è una mercante ed odia Noè, però non ha la pelle verde come lui. È doppiata in italiano da Roberta Greganti.

## Distribuzione
Il film è uscito in Argentina il 5 luglio 2007 mentre in Italia è uscito con un anno di ritardo, precisamente il 3 ottobre 2008.